# 플뤼겔호른

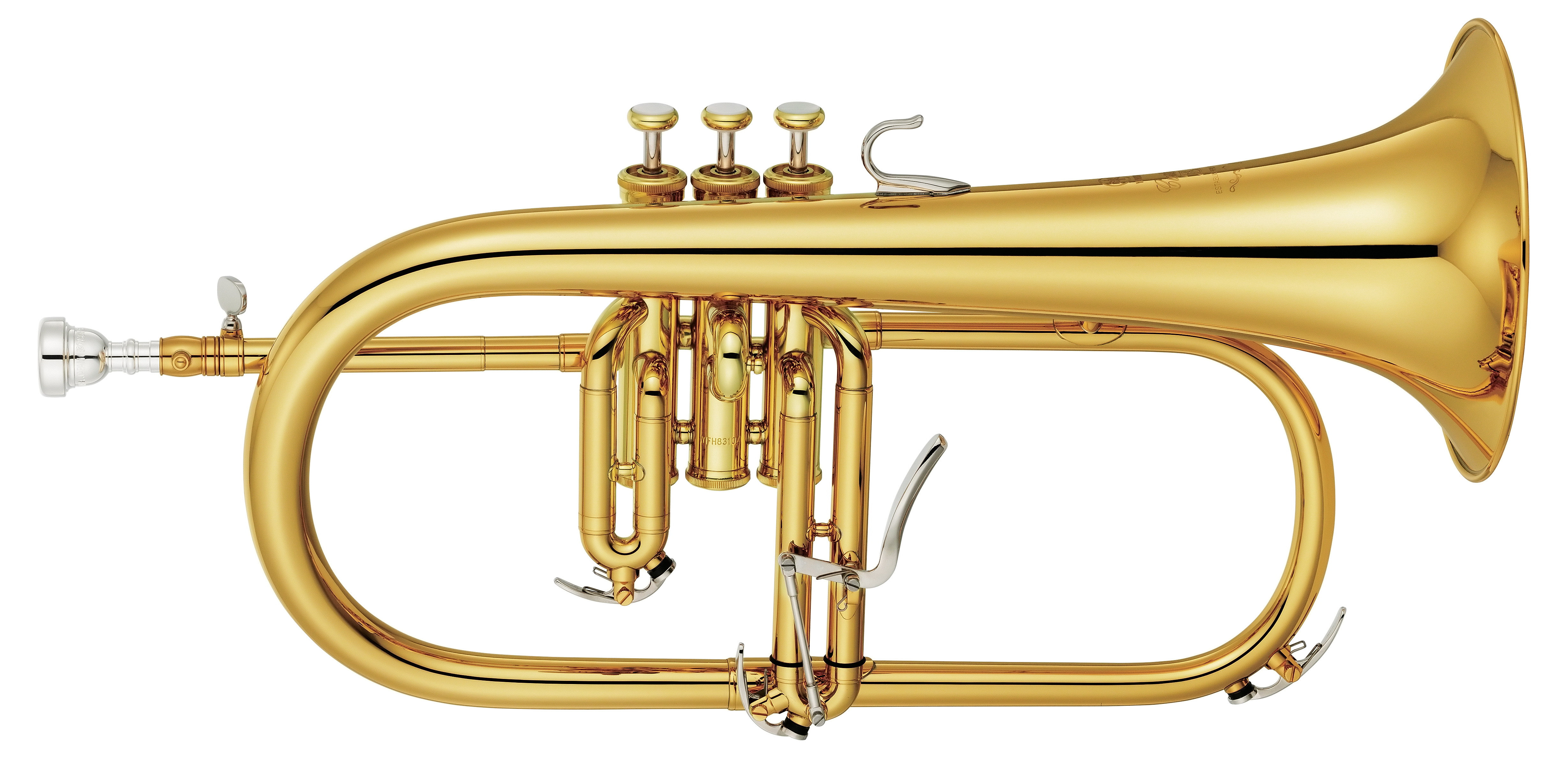
플루겔호른

플뤼겔호른(독일어: Flügelhorn)은 금관악기의 하나이다. 트럼펫과 비슷하나 더 넓은 원뿔 모양의 보어를 가지고 있다. 이 악기를 기용한 사람으로는 레이프 본 윌리엄스, 이고르 스트라빈스키, 마이클 티펫 등이 있으며, 말러의 교향곡 3번에서 포스트 호른, 레스피기의 로마의 소나무에서 부치니를 갈음해서 쓰기도 한다.

## 같이 보기
- 호른

## 참고 문헌
- 이 문서에는 다음커뮤니케이션(현 카카오)에서 GFDL 또는 CC-SA 라이선스로 배포한 글로벌 세계대백과사전의 내용을 기초로 작성된 글이 포함되어 있습니다.